# Palmatorappia solomonis
Palmatorappia solomonis é uma espécie de anfíbio da família Ranidae. É a única espécie do género Palmatorappia.
Pode ser encontrada nos seguintes países: Papua-Nova Guiné e Ilhas Salomão.
Os seus habitats naturais são: florestas subtropicais ou tropicais húmidas de baixa altitude e regiões subtropicais ou tropicais húmidas de alta altitude.
Está ameaçada por perda de habitat.